# Бородинська площа
Бороди́нська пло́ща — одна з головних площ Тирасполя, стара площа міста, що була на межі XVIII–XIX століть центром Тираспольської фортеці. Розташована у західній частині міста. Перетинається з вулицею Карла Лібкнехта. До площі примикають також вулиця Правди (з південного сходу), провулок Раєвського (з південного заходу) і вулиця Крупської (з північного заходу). На Бородинській площі розташовується Будинок офіцерів російської армії.

## Історія
Бородинська площа нерозривно пов'язана з історією Тирасполя. Фактично з цього місця починався розвиток міста: площа розташована недалеко від фортеці, закладеної під керівництвом А. В. Суворова у кінці XVIII століття для зміцнення південно-західної межі Російської імперії. Тут розташовувалися і розташовуються до цього дня частини російської армії. У цьому місці бували М. І. Кутузов, пам'ятник якому встановлений на площі (скульптор Валентин Кузнєцов), і А. С. Пушкін під час відвідування міста у 1822 році. Тут, недалеко від Бородінської площі, у фортеці чотири роки перебував декабрист і поет В. Ф. Раєвський.